# Спін-трепінг
Спін-трепінг (рос. спин-трэппинг, англ. spin-trapping) — 
- 1. Метод дослідження короткоживучих (транзієнтних) радикалів, що полягає у використанні реакції їх з діамагнітними реагентами в результаті якої утворюються більш стійкі спінові аддукти, які можна досліджувати методом ЕПР. Діамагнітний реагент називають спіновою пасткою, а стабільний радикальний продукт — спін-аддукт. Ключовою реакцією, як правило, є реакція прилучення. Типовими спіновими пастками виступають С-нітрозосполуки та нітрони, до яких високореактивні радикали швидко приєднуються з утворенням нітрильних радикалів.

- 2. Метод кількісного аналізу, при якому всі реактивні радикали, генеровані в системі, перехоплюються, називають спіновим ліченням.

Спін-трепінг застосовується для перехоплення радикалів, генерованих як в газовій фазі, так і в розчині.